# Dobrava pri Konjicah
Dobrava pri Konjicah – wieś w Słowenii, w gminie Slovenske Konjice. W 2018 roku liczyła 85 mieszkańców.